# Wonambi
Wonambi naracoortensis
Genre
Espèce
Espèces de rang inférieur
- † Wonambi barriei
- † Wonambi naracoortensis

Wonambi est un genre de grands serpents fossiles de la mégafaune australienne. À la différence des serpents constricteurs australiens actuels du genre Morelia (famille des Pythonidae), Wonambi appartient à la famille éteinte des Madtsoiidae.
Le premier individu a été découvert à Naracoorte dans le Sud-Est de l'Australie-Méridionale.

## Liste d'espèces
Selon Paleobiology Database (26 décembre 2020), :
- Wonambi barriei Scanlon & Lee, 2000
- Wonambi naracoortensis Smith, 1976

Seule la deuxième espèce, aussi l'espèce type, est assez bien connue.

## Description
C'était un serpent de cinq à six mètres de long, avec une petite tête qui a vécu à l'époque glaciaire du Pléistocène. Il ne semble pas avoir été venimeux et il se tenait en embuscade auprès des points d'eau où il attrapait par surprise kangourous, wallabies et d'autres proies qui venaient boire et qu'il tuait par constriction. Pour cette raison, les enfants aborigènes avaient interdiction dans la culture autochtone de jouer au bord de l'eau et n'étaient autorisés à s'y rendre qu'accompagnés d'un adulte. La cartographie des lieux de vie en Australie-Occidentale, a permis de constater qu'elle correspond, dans la tribu Noongar, aux sites sacrés du Wagyl.[réf. souhaitée]
Tim Flannery prétend que cet animal, ainsi que d'autres espèces de la mégafaune australienne, a disparu à la suite d'activités des Aborigènes australiens (par exemple les feux de débroussaillage).[réf. souhaitée]

## Étymologie
Le nom du genre Wonambi dérive du nom vernaculaire aborigène désignant un serpent mythique.

## Publication originale
- (en) Meredith J. Smith, « Small fossil vertebrates from Victoria Cave, Naracoorte, South Australia. IV. Reptiles », Transactions of the Royal Society of South Australia, Taylor & Francis, vol. 100,‎ 1976, p. 39-51 (ISSN 0372-1426 et 2204-0293, lire en ligne).